# Tim Burchett
Timothy Floyd Burchett dit Tim Burchett, né le 25 août 1964 à Knoxville (Tennessee), est un homme politique américain. Membre du Parti républicain, il est élu à la Chambre des représentants des États-Unis depuis 2019.

## Biographie

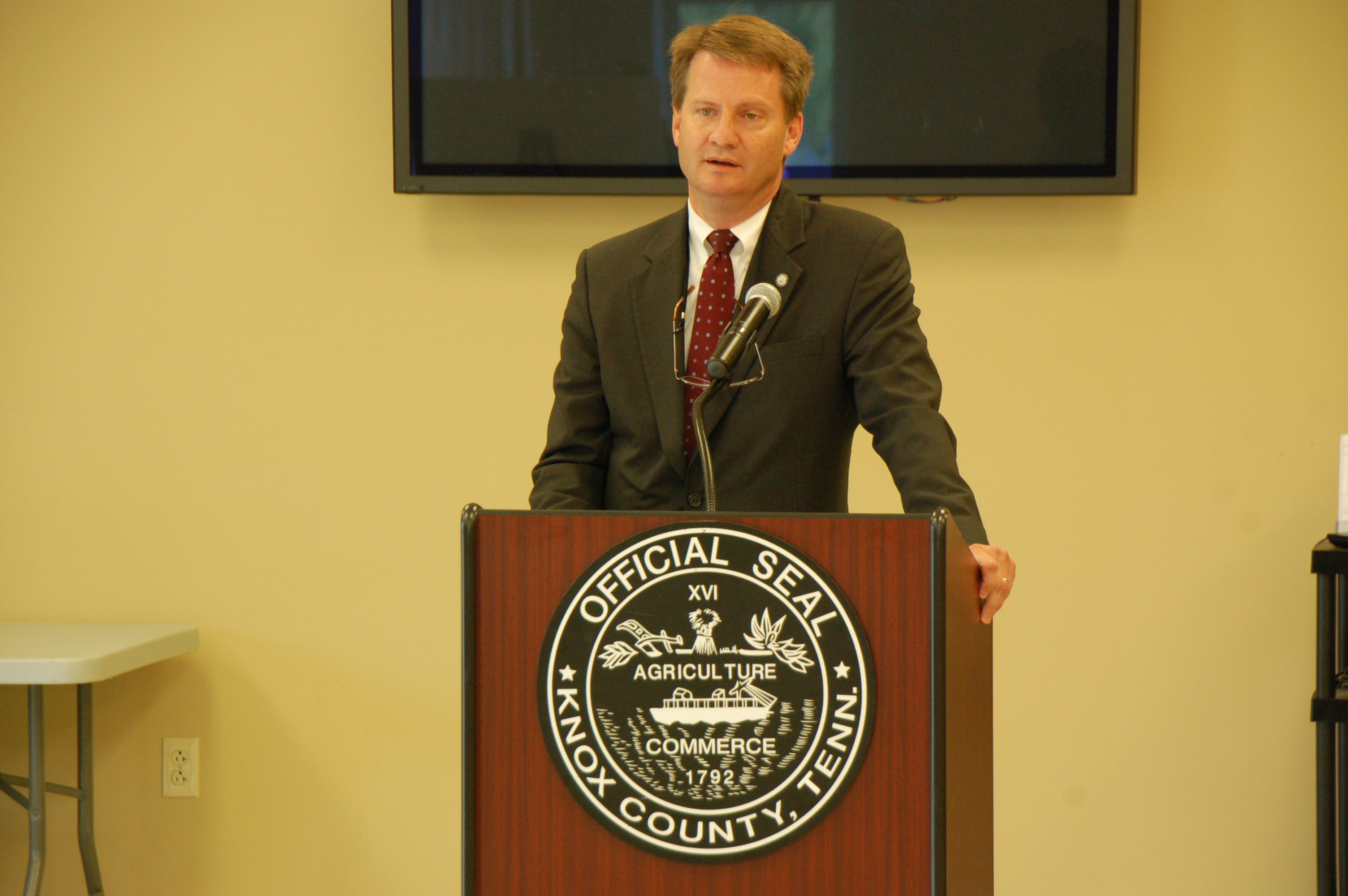
Burchett en 2012

Tim Burchett est le fils de Charlie Burchett, doyen des étudiants de l'université du Tennessee et président du conseil scolaire de Knoxville, et de Joyce Burchett, enseignante en lycée et université. Il est diplômé en enseignement de l'université du Tennessee.
En 1994, il est élu à la Chambre des représentants du Tennessee (18e district) en battant la républicaine sortante Maria Peroulas durant la primaire, puis le démocrate Charles Roach lors de l'élection générale. En 1998, il est élu au Sénat de l'État (en). Il y siège pendant plus de 30 ans. En 2010, Burchett quitte le Sénat pour se présenter à la mairie du comté de Knox. Il obtient l'investiture républicaine avec 85 % des voix face au shériff Tim Hutchison. Il remporte l'élection générale avec près de 80 % des suffrages  puis est réélu sans opposition pour un deuxième mandat.
Burchett ne peut pas être candidat à un troisième mandat de maire. Lors des élections de 2018, il se présente alors à la Chambre des représentants des États-Unis dans le 2e district du Tennessee, détenu par les républicains depuis 1855 et la famille Duncan depuis 1964. Le député sortant, Jimmy Duncan, ne se représente pas et soutient le représentant local Jimmy Matlock. Sept personnes sont candidates à l'investiture républicaine. Durant la primaire, Burchett est attaqué par ses adversaires qui ne le considèrent pas assez conservateur. Burchett remporte la primaire avec 48 % des voix, devançant Matlock de 12 points. Il est élu représentant avec 65,9 % des suffrages face à la démocrate Renee Hoyos, directrice de l'association Tennessee Clean Water Network.

## Controverses

### Viande d'animaux sauvages écrasés à donner aux pauvres
À la fin des années 1990, Tim Burchett se fait remarquer pour son « idée » de donner la viande d'animaux écrasés sur les routes de sa circonscription, aux familles pauvres et dans le besoin. 

### Irrégularités financières
En 2006, Burchett, alors sénateur, a omis de signaler six chèques totalisant 3 300 dollars. Deux ans plus tard, en 2008, alors qu’il est toujours sénateur, il se voit infliger une amende de 250 dollars pour avoir omis de divulguer trois contributions d’un montant de 1 500 dollars.
En 2012, une enquête sur des irrégularités dans le financement de sa campagne à la mairie du comté de Knox est ouverte après que le Knoxville News Sentinel rapporte des anomalies dans les rapports financiers de la campagne.
En février 2018, le Knoxville News Sentinel signale que Burchett n'a pas signalé un paiement de 10 000 USD d'une entreprise d'électricité solaire dans les formulaires de financement de sa campagne et divers formulaires de divulgation d'informations financières. L’article rapporte que deux mois plus tôt, le FBI a interrogé des personnes à propos d'une possibles fraude fiscale commise par Burchett.